# Bandera del óblast de Donetsk

La bandera del Óblast de Donetsk.

La bandera de Donetsk es la bandera oficial de la provincia de Donetsk de Ucrania. Fue diseñado por Nina Shcherbak, una artista de Donetsk. La bandera fue adoptada oficialmente el 17 de agosto de 1999.
La bandera tiene proporciones de 3:2, y se divide en dos áreas. En la parte superior hay un sol amarillo ascendente con 12 rayos de sol en un fondo azul, asemejando. La parte inferior es negra (parecido a un mar que aún no está totalmente iluminado por la luz del día, representando al Mar Negro) y hay cinco óvalos amarillos uno debajo de otro (el reflejo del sol en la superficie del agua).